# 伊德里斯一世 (摩洛哥)
伊德里斯·本·阿卜杜拉（阿拉伯语：‎；745年—791年），又称老伊德里斯（阿拉伯语：‎，羅馬化：Idris al-Akbar）、伊德里斯一世（‎），摩洛哥伊德里斯王朝的建立者和首位统治者，于788年至791年在位。伊德里斯是伊玛目哈桑的后裔。伊德里斯王朝是历史上首个统治摩洛哥地区的阿拉伯穆斯林王朝，因此伊德里斯被视为摩洛哥国家的建立者和开创者。

## 生平
伊德里斯是伊玛目哈桑的曾孙。哈桑是法蒂玛和阿里的长子，是伊斯兰教先知穆罕默德的外长孙。他的两位同父异母的兄弟穆罕默德·纳夫斯·扎基亚和易卜拉欣曾发动起义反抗阿拔斯王朝，遭杀害；他的弟弟叶海亚在德莱木发动起义，后失败投降，被哈里发哈伦·拉希德囚禁。
786年，伊德里斯和叶海亚再度起事，遭到击败。伊德里斯经埃及逃往马格里布，于789年抵达瓦利拉（Walīla），罗马城市瓦卢比利斯坐落于此。近年，摩洛哥考古学院（INSAP）和伦敦大学学院也在此发现了他在城墙外的指挥据点。他的据点在当时为柏柏尔人的奥拉巴部落所控制。他和奥拉巴部落的肯扎成婚，开创伊德里斯王朝，征服了摩洛哥北部的大范围区域，还包括东部的特莱姆森地区。791年，他遭到哈伦·拉希德的手下毒杀。他死后两个月，子伊德里斯·爱资哈尔降生，在803年继承其埃米尔之位。

### 书目
- Julien, Charles-André, Histoire de l'Afrique du Nord, des origines à 1830, original edition in 1931, new edition by Payot, Paris, 1994
- Abum-Nasr, Jamil M. (1987). A History of the Maghrib in the Islamic Period.
- Fentress, Elizabeth; Limane, Hassan. . Brill. 2018.
- Eustache, D. . Lewis, B.; Ménage, V. L.; Pellat, Ch.; Schacht, J.  (编). . Leiden: E. J. Brill: 1031. 1971. OCLC 495469525.

| 新頭銜 | 伊德里斯王朝埃米尔 788–791 | 繼任者： 伊德里斯二世 |